# Абдул, Пола
Пола Джули Абдул (англ. Paula Julie Abdul; род. 19 июня 1962, Сан-Фернандо, Калифорния, США) — американская певица, продюсер, танцовщица, хореограф, актриса и телеведущая.
В 1980-е годы Абдул прошла путь от чирлидера «Лос-Анджелес Лейкерс» до хореографа кумиров MTV, после чего, в конце 1980-х годов, занялась сольной карьерой. Шесть раз возглавлявшая главный чарт США Billboard Hot 100, Абдул — одна из пяти певиц, которым больше всего раз удавалось сделать это. Она получила «Грэмми» в категории «Лучший видеоклип» за Opposites Attract, а также прайм-тайм премию «Эмми» за выдающиеся достижения в хореографии. Альбомы Абдул были проданы тиражом более 30 млн копий по всему миру.
После оглушительного успеха карьера и личная жизнь Абдул пошли на спад, но в 2000-х годах она вернулась к славе, когда в течение восьми лет была одним из членов жюри телешоу American Idol.

## Биография
Пола Абдул родилась в калифорнийской долине Сан-Фернандо в семье торговца скотом, затем владельца компании по торговле песком и гравием Гарри Абдула (ум. в апреле 2019 года от болезни Альцгеймера в 85-летнем возрасте) и пианистки Лорейн Райкис (ум. 14 января 2018 года в 85-летнем возрасте), работавшей ассистенткой известного американского режиссёра Билли Уайлдера. Её отец родился в семье сефардских евреев в Алеппо (Сирия), эмигрировавших сначала в Бразилию, а затем в США; мать родилась в ашкеназской еврейской семье с российскими корнями, в населённом франкоканадцами городке Сен-Бонифас (Манитоба, Канада). Дедушка Полы Абдул по материнской линии, владелец универсального магазина в Манитобе Уильям Райкис, был родом из волынского местечка Катербург (ныне Катериновка Кременецкого района Тернопольской области Украины); бабушка — Салли Райсберг — дочь выходцев из России. Родители Полы Абдул развелись в 1969 году, и она воспитывалась матерью.

## Личная жизнь
С 1992 по 1994 год была замужем за актёром Эмилио Эстевесом. В 1996 году вышла замуж за дизайнера Брэда Бекермана, но они развелись в 1998 году.

## Карьера

### Хореография
Со слов самой Полы, её хореографический дар проявился в семь лет, когда её попросили поставить танец для школьного праздника.
Талант Абдул был открыт братьями Джексонами, после того как некоторые из них увидели её выступление во время игры Лос-Анджелес Лейкерс. Она стала хореографом их клипа Torture. «Моя единственная проблема была в том, как учить их танцевать. Представьте, как я говорила им, какие нужно делать упражнения. Я была молода, я была напугана. Не понимаю, как я вообще справилась с этим». Успех танцев в клипе существенно помог карьере Абдул как хореографа видеоклипов. Впоследствии Абдул стала хореографом концертного тура Джексонов Victory.
Абдул была хореографом некоторых клипов в 1980-х годах, в том числе большинство клипов Джанет Джексон эпохи альбома Control. В 1995 году она выпустила видео Get Up and Dance! (переизданное на DVD в 2003 году). В 1998 она выпустила второе видео Cardio Dance (перевыпущенное на DVD в 2000). В декабре 2005 года Абдул выпустила DVD Cardio Cheer, ориентированное на детей и подростков, состоящих в команде болельщиц.
В кинематографе Абдул ставила танцы для героя Тома Хэнкса в фильме «Большой», а также в фильмах «Поездка в Америку», «Джексон по кличке «Мотор», «Джерри Магуайер», «Бегущий человек», «Красота по-американски», «Любовь нельзя купить» и «Дорз» Оливера Стоуна. Также Абдул была хореографом на Шоу Трейси Ульман, American Music Awards, премии «Оскар» и некоторых рекламных роликов.

### Музыка

#### Forever Your Girl (1987—1990)

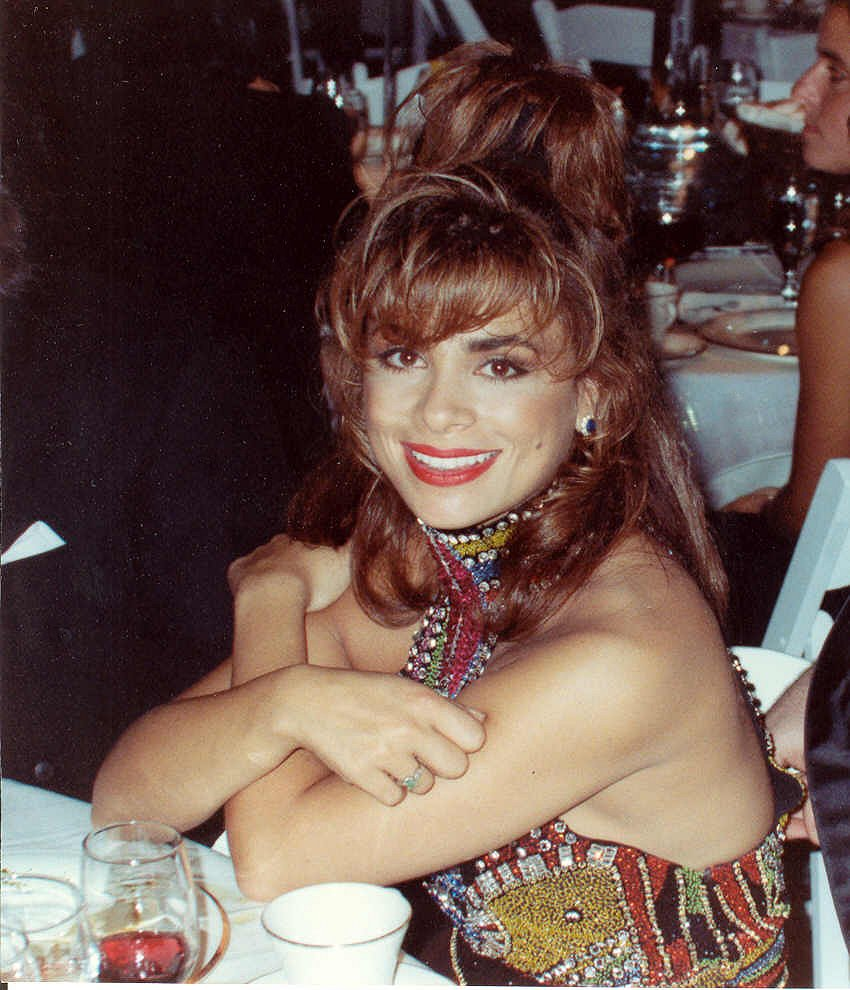
Пола Абдул в 1990 году

В 1987 году Абдул записала демоальбом на свои сбережения. Хотя её голос был слабым, её танцевальные способности стали большим плюсом для шоу-бизнеса. Она много работала и наняла преподавателя по вокалу.
В 1988 году Абдул выпустила свой дебютный альбом Forever Your Girl, которому потребовалось рекордные 62 недели для того, чтобы возглавить главный чарт США Billboard 200. Пять песен альбома оказались в первой тройке Billboard Hot 100, четыре из которых — Straight Up, Forever Your Girl, Cold Hearted и Opposites Attract — в разное время возглавляли чарт. Это помогло альбому стать мультиплатиновым летом 1989 года. Альбом ремиксов Shut Up and Dance: Mixes попал на седьмую строчку Billboard 200, став одним из самых успешных ремикс-альбомов на сегодняшний день. Видеоклип на песню Opposites Attract победил в соответствующей категории на «Грэмми». В поддержку альбома Абдул отправилась на тур Club MTV.
В начале 1990-х Иветт Марин, бэк-вокалистка альбома Forever Your Girl, заявила, что она пела большинство песен и подала на Абдул и Virgin Records в суд. После месяца судебных разбирательств Абдул и Virgin выиграли дело.

#### Spellbound (1991—1994)
Второй альбом Абдул Spellbound вышел в 1991 году и был продан тиражом 7 млн копий по всему миру. Первый сингл с альбома Rush Rush, видеоклип к которому был основан на фильме «Бунтарь без причины», возглавлял чарт Billboard Hot 100 пять недель подряд. Promise of a New Day, второй сингл, также попал на первое место, а третий сингл Blowing Kisses in the Wind вошёл в топ-10. Также были выпущены синглы Vibeology и Will You Marry Me?, попавшие в первую двадцатку. Трек U был написан Принсом.
В поддержку альбома Абдул отправилась в тур Under My Spell, название которому дали поклонники, выигравшие конкурс на MTV. Тур чуть не был отменён из-за инцидента во время одной из репетиций. Тур длился с октября 1991 до лета 1992 года.

#### Head Over Heels (1995—1996)

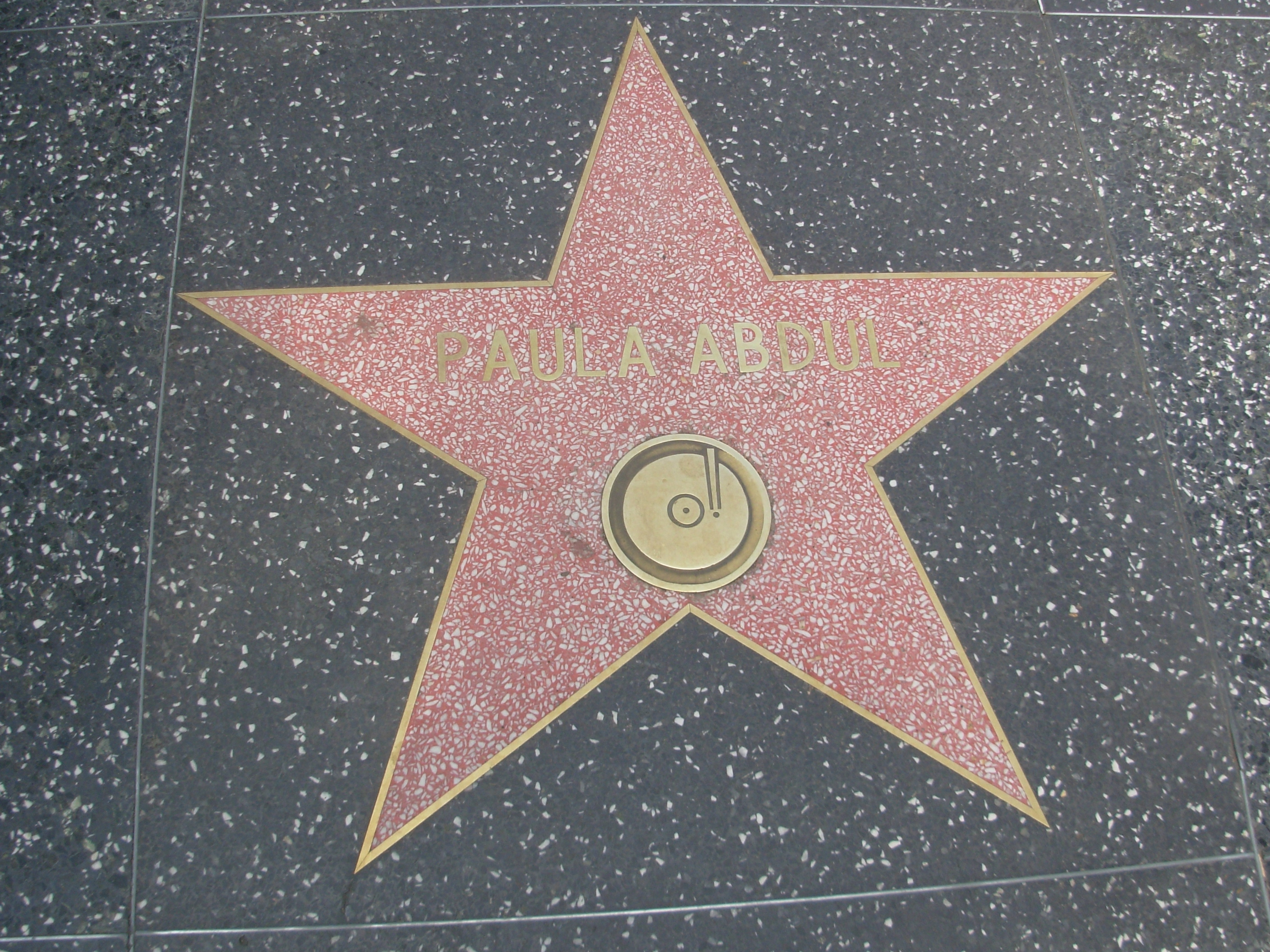
Звезда Полы Абдул на Голливудской «Аллее славы»

К 1995 году Абдул поборола нервную булимию и вернулась в музыкальную индустрию со своим новым альбомом Head Over Heels. Первый сингл, My Love Is for Real, сочетал в себе элементы R&B и традиционной восточной музыки. Певица Офра Хаза также приняла участие в песне. Видеоклип в стиле фильма «Лоуренс Аравийский» был показан в кинотеатрах перед фильмом «Бестолковые». Песня стала клубным хитом, попав на первое место чарта Billboard Hot Dance Music/Club Play и на 28-е место в чарте Billboard Hot 100.
Второй сингл, Crazy Cool, попал на 13-е место танцевальных чартов. Ain’t Never Gonna Give You Up стал третьим синглом с альбома. На текущий момент было продано 3 млн копий альбома.

#### Попытка возвращения в шоу-бизнес
Занимаясь личными проблемами, Абдул оставила карьеру. В 2000 году Virgin Records выпустили альбом хитов Greatest Hits (хотя Абдул больше не работала с ними). На диске присутствовали все её хиты, а также некоторые другие песни. Песня «Bend Time Back 'Round» ранее была на саундтреке к сериалу «Беверли-Хиллз, 90210» 1992 года.
В 1997 году Абдул подписала контракт с Mercury Records и написала песню «Spinning Around» вместе с Карой Диогарди. Танцевальный трек предназначался первым синглом для нового альбома Абдул. Альбом не был издан, а «Spinning Around» был отдан Кайли Миноуг. Песня стала большим хитом, попав на первые строчки чартов многих стран, и вернула Миноуг успех, так же как и предполагалось для Абдул.

## Фильмография
| Год       |    | Русское название                       | Оригинальное название                   | Роль             |
| --------- | -- | -------------------------------------- | --------------------------------------- | ---------------- |
| 1978      | ф  | Junior High School                     | Junior High School                      | Шерри            |
| 1986      | тф | A Smoky Mountain Christmas             | A Smoky Mountain Christmas              | хореограф        |
| 1987      | ф  | Любовь нельзя купить                   | Can't Buy Me Love                       | танцовщица       |
| 1997      | тф | Touched by Evil                        | Touched by Evil                         | Эллен Коллье     |
| 1999      | с  | The Wayans Bros.                       | The Wayans Bros.                        | Саша             |
| 1999      | с  | Chicken Soup for the Soul              | Chicken Soup for the Soul               | женщина          |
| 1999      | тф | Мистер Рок-н-Ролл: История Алана Фрида | Mr. Rock 'n' Roll: The Alan Freed Story | Дениз Уолтон     |
| 2001      | тф | Тактика выжидания                      | The Waiting Game                        | Эми Фуэнтес      |
| 2004      | с  | That's So Raven                        | That's So Raven                         | ведущая          |
| 2005      | с  | Клава, давай!                          | Less Than Perfect                       | Кэтлин           |
| 2005      | мф | Роботы                                 | Robots                                  | Часы             |
| 2009—2010 | с  | До смерти красива                      | Drop Dead Diva                          | судья Пола Абдул |

## Дискография
| - 1988: Forever Your Girl - 1991: Spellbound - 1995: Head Over Heels | - 1990: Shut Up And Dance: Mixes - 2000: Paula Abdul: Greatest Hits - 2007: Greatest Hits: Straight Up! |

| - 1989: Straight Up (VHS) - 1992: The Video Collection '92 (VHS) - 1992: The Singles (VHS) - 1995: Get Up and Dance! - 1998: Cardio Dance - 2005: Cardio Cheer - 2005: Video Hits | - 1989: Club MTV Tour - 1991: Under My Spell Tour |

### Синглы
- 1988: (It’s Just) The Way That You Love Me
- 1988: Knocked Out
- 1988: Straight Up
- 1988: Forever Your Girl
- 1988: Cold Hearted
- 1989: Opposites Attract
- 1990: 1990 Medley Mix
- 1991: Rush Rush
- 1991: The Promise Of A New Day
- 1991: Alright Tonight (Promo)
- 1991: Blowing Kisses In The Wind
- 1991: Vibeology
- 1992: Will You Marry Me?
- 1995: Ain’t Never Gonna Give You Up
- 1995: Crazy Cool
- 1995: My Love Is For Real
- 2008: Dance Like There’s No Tomorrow
- 2009: I’m Just Here For The Music
- 2012: Dream Medley